# Fevzi Kezan
Fevzi Kezan (* 14. Februar 1952) ist ein ehemaliger türkischer Fußballspieler.

## Karriere
Kezan spielte zu Beginn seiner Karriere von 1975 bis 1976 für Galatasaray Istanbul. Er gewann mit Galatasaray am Ende der Spielzeit 1975/76 den türkischen Fußballpokal. Im türkischen Supercup verloren sie jedoch gegen Trabzonspor mit 2:1. Kurz nach dem Beginn der Saison 1976/77 wechselte der Stürmer zu Giresunspor.
Im Sommer 1977 ging es für Kezan zu Adana Demirspor. Kezan verlor mit Adana Demirspor in dieser Spielzeit im türkischen Pokalfinale sowie im Başbakanlık-Kupası-Finale gegen Trabzonspor. Danach spielte er jeweils eine Saison für Gaziantepspor und Göztepe Izmir.

## Erfolg
Galatasaray Istanbul
- Türkischer Fußballpokal: 1976

## Weblink
- Spielerprofil auf mackolik.com

| Personendaten    | Personendaten             |
| ---------------- | ------------------------- |
| NAME             | Kezan, Fevzi              |
| KURZBESCHREIBUNG | türkischer Fußballspieler |
| GEBURTSDATUM     | 14. Februar 1952          |